# 尖叫旅社2
《尖叫旅社2》（英語：Hotel Transylvania 2）是一部2015年美國電腦動畫怪物喜劇電影，由格恩迪·塔塔科夫斯基執導，本片為2012年電影《尖叫旅社》的續集。由索尼動畫製作，哥倫比亞電影公司發行。台灣和美國於2015年9月25日上映。續集《尖叫旅社3》於2018年推出。

## 剧情
梅菲斯与强纳森结了婚，并且有了一个儿子，而尖叫旅社也开始向人类开放，只是有点混乱。旅社也在同時引进了很多人类科技。不过梅菲斯与德古拉在抚养孩子的方式上有分歧，德古拉想把孩子变成小怪物，而梅菲斯则想像人类一样抚养。
在一个丹尼斯的生日上梅菲斯失误，搞得一大波狼人的儿子打翻了全场，梅菲斯十分失望，觉得在这儿丹尼斯会成小怪物，就提出带着丹尼斯去强纳森的家，但是德古拉找到强纳森说情，留下了丹尼斯。一送走两人，德古拉立即招来好友——狼人韋恩，隐形人格里芬，科學怪人弗兰肯斯坦，木乃伊莫瑞，以及史莱姆點點，带着丹尼斯来场怪物特训。但是让德古拉無奈的是大家和平多年下來都不会自己的技能了，弗兰肯斯坦吓人，却和路人打成一片，拍了自拍照。狼人韋恩表演吃鹿，还没吃到鹿就飞来一个飛盘，韋恩立即上前与狗争夺飞盘。莫瑞表演召唤沙尘暴，卻讓腰扭傷，只招来一点沙子。无语的德古拉带着大伙去吸血鬼夏令營，接着发现这里不教怎么吸血，怎么抓老鼠，反倒是玩起了游戏。万般无奈下德古拉带着丹尼斯上了一个高台，把丹尼斯丢下去练习飞。
与此同时在城里，梅菲斯玩了很多东西，接着到了强纳森的家，却看到了房间里的怪物装饰。梅菲斯很失望，爬上了屋顶和强纳森谈心。德古拉这边，由于丹尼斯還不会飞，所以德古拉立即飞下来救人，被学校里的学生拍了下来发送到网路上，影片隨即爆红且被恶搞，强纳森收到了这个片段，认出了丹尼斯，梅菲斯也察觉到了，由于梅菲斯也有手机，因此梅菲斯立刻认出了丹尼斯，生氣的聯絡德古拉。德古拉这边由于弗兰肯太重，压垮了高台并砸中了篝火，怕火的弗兰肯此刻着了火，四处乱跑点着了整个学校。梅菲斯察觉到了德古拉身后的混乱，立即带上强纳森去机场，买不到票，就变成蝙蝠带着强纳森飞回旅社。
德古拉知道事情不妙，带着众人赶往旅社，但由于车在火灾中被毁了，就晚了半拍，被提前到达的梅菲斯抓個正著。德古拉请来了强纳森全家，由于梅菲斯请来德古拉的爸爸——弗拉德，一个更古板的老头子，所以让大家扮成僵尸参加丹尼斯的生日聚会。但是弗拉德發現到丹尼斯還沒有長出尖牙，并从中作梗破坏聚会。梅菲斯终于发飙，坚持认为丹尼斯应该是正常的，而不是成为怪物。争吵中丹尼斯感到落寞，独自离开了，一个与丹尼斯玩的很好的狼人的小女儿溫妮前来安慰，却被德古拉他爸的随从抓到。大厅内，强纳森表明自己人类身份，他的家人也站出来表明身份，这时大家发现丹尼斯不见了，就停下争吵找人。
小狼女反抗那个随从，被丢在了地上，看到好友被欺负，丹尼斯终于显现出了自己吸血鬼的一面，长出了獠牙把随从打个落花流水。这个随从生气了，召唤来同伴，同时德古拉一行也找到了丹尼斯，大伙立即投入对这些恶魔的攻击，把恶魔赶了回去。一开始的那个恶魔最后抄起树枝想杀掉强纳森，被德古拉他爸控制住然后给变小了。至此所有人接受了丹尼斯，不论丹尼斯是人还是怪物，“who care！（谁会在意）”大家像精灵旅社1里那样举办舞会，所有人都参加了。

## 角色

### 介紹
德古拉（Dracula）
吸血鬼、尖叫旅社老闆和梅菲絲的父親，能變成蝙蝠。
強尼/台譯：小怪（Johnny）
一名喜歡旅行的人類少年，與梅菲絲相互愛戀並和怪物們變成朋友。
梅菲絲（Mavis）
吸血鬼德古拉的女兒，與強納森相互愛戀。
丹尼斯（Dennis）
梅菲絲與強納森的兒子、德古拉的孫子、弗拉德的曾孫，為半人半吸血鬼。
科學怪人（Frankenstein）
科學怪人，德古拉的最好的朋友之一。
維恩（Wayne）
狼人，德古拉的最好的朋友之一。
隱形人格瑞芬（Griffin the Invisible Man）
隱形人，德古拉的最好的朋友之一。
莫瑞（Murray）
木乃伊，德古拉的最好的朋友之一。
弗拉德（Vlad）
吸血鬼，德古拉的父親和梅菲絲的爺爺。
尤妮斯（Eunice）
科學怪人，法蘭克的妻子。
旺達（Wanda）
狼人，韋恩的妻子。
麥克爺爺（Mike Loughran）
強納森的父親。
琳達奶奶（Linda Loughran）
強納森的母親。

### 配音員
| 配音                                | 配音     | 配音     | 配音     | 角色                                      |
| 美國                                | 台灣     | 香港     | 大陸     | 角色                                      |
| ----------------------------------- | -------- | -------- | -------- | ----------------------------------------- |
| 亞當·山德勒                         | 劉明勳   | 張錦程   | 孟令軍   | 德古拉（Dracula）                         |
| 安迪·萨姆伯格                       | 宥勝     | 盧富泰   | 王琛     | 強尼/台譯：小怪（Johnny）                 |
| 赛琳娜·戈麦斯                       | 吳貴竹   | 麥智鈞   | 楊鳴     | 梅菲絲（Mavis）                           |
| 艾希爾·布林克夫 珊妮·山德勒（嬰兒） | 寬寬     |          | 姜佳宜   | 丹尼斯（Dennis）                          |
| 凯文·詹姆斯                         | 石班瑜   | 陳旭恆   | 虞桐偉   | 科學怪人（Frankenstein）                  |
| 史蒂夫·布西密                       | 楊少文   | 關信培   | 王利軍   | 維恩（Wayne）                             |
| 大衛·史派德                         | 劉傑     | 高翰文   | 郭金非   | 隱形人格瑞芬（Griffin the Invisible Man） |
| 基根-麥可·奇                        | 陳彥鈞   | 林澤群   | 杨波     | 莫瑞（Murray）                            |
| 梅尔·布鲁克斯                       | 李香生   |          | 胡連華   | 弗拉德（Vlad）                            |
| 芙兰·德西赛尔                       | 姜瑰瑾   | 蘇青鳳   | 陈扬     | 尤妮斯（Eunice）                          |
| 茉莉·山隆                           | 魏晶琦   | 劉淑儀   |          | 旺達（Wanda）                             |
| 尼克·奧芬曼                         | 符爽     |          |          | 麥克爺爺（Mike Loughran）                 |
| 梅根·穆萊曼                         | 魏晶琦   |          |          | 琳達奶奶（Linda Loughran）                |
| 達那·卡威                           | 魏伯勤   |          |          | 丹那（Dana）                              |
| 羅伯·里戈爾                         | 梁興昌   |          |          | 貝拉（Bela）                              |
| 強尼·索羅門                         | 使用原音 | 使用原音 | 使用原音 | QQ綠（Blobby）                            |
| 克里斯·卡坦                         |          |          |          | 卡奇（Kakie）                             |
| 喬恩·拉威茨                         |          |          |          | 歌劇魅影（The Phantom of the Opera）      |
| 羅伯·史米格                         |          |          |          | 馬蒂（Marty）                             |
| 露奈兒                              | 王瑞芹   |          |          | 房客門鈴（Shrunken Head）                 |
| 珊迪·山德勒                         |          |          |          | 溫妮（Winnie）                            |
| 保羅·布萊迪安                       |          |          |          | （Pandragora）                            |
| 尼克·斯旺森                         |          |          |          | 凱西（Kelsey）                            |
| 克里斯·帕內爾                       | 于正昇   |          |          | 蒼蠅先生（Fly）                           |
| 道哥·戴尔                           |          |          |          | 卡爾（Kal）                               |
| 伊森·史米格                         |          |          |          | 特洛伊（Troy）                            |

## 细节
- 在第一集中莫瑞追求过一个女木乃伊，因为那个弗兰肯的屁失败。在第二集中成功了。

- 隐形人一开始装作自己有女朋友但是露馅了，第二集中影片碰到了一个真的女的隐形人。

- 任何相机都没有拍下梅菲斯和德古拉（但是監視器可以），那个婚礼的大蛋糕是尖叫布丁。

- 跟梅菲斯一样，德古拉的衣柜里也是很多套同样的衣服。

- 隐形人在城市中的工作是舞蹈老师（没人能看清他的动作）。

- 大脚怪成了守门员（脚很大，能挡住整个球门）。

## 發行

### 評價
爛番茄新鮮度54%，基於98條評論，平均分為5.3/10，而在Metacritic上得到44分，IMDB上得6.7分，口碑一般。據CinemaScore調查，觀眾的平均評價於A+至F間落於「A-」。

### 票房
北美首周末收获4750万美元列榜首，这超越了首部4250万的开画成绩，成为北美市场9月开画最高票房电影。次周末收3300万列第二。中国大陆首周6天收7800万人民币列第三位，最终累计1.19亿。
| 上一届： 《移動迷宮：焦土試煉》 | 2015年美國週末票房冠軍 第39周 | 下一届： 《火星救援》 |

## 外部連結
- 互联网电影数据库（IMDb）上《尖叫旅社2》的资料（英文）
- Box Office Mojo上《尖叫旅社2》的資料（英文）
- 爛番茄上《尖叫旅社2》的資料（英文）
- Metacritic上《尖叫旅社2》的資料（英文）
- AllMovie上《尖叫旅社2》的资料（英文）
- 開眼電影網上《尖叫旅社2》的資料（繁體中文）
- 时光网上《尖叫旅社2》的資料（简体中文）
- 豆瓣电影上《尖叫旅社2》的資料 （简体中文）